# Partners
Partners (originaltitel: The Partner) är en roman från 1997 av John Grisham.

## Handling
Patrick Lanigan planerar en stöld av 90 miljoner dollar från advokatfirman där han jobbar. I ett försök att komma undan och leva med förmögenheten i fred, arrangerar han sin egen död i en bilolycka. Den svårt brända kroppen identifieras som Patrick och kremeras. Patrick själv följer sin egen begravning på tryggt avstånd och hans fru Trudy får 2,5 miljoner dollar i livförsäkring. Sex veckor senare försvinner de 90 miljonerna från firman, men hans kollegor inser snart att bara en insider har möjlighet att göra detta och de börjar fundera på om Patrick verkligen är död.